# Élections législatives de 1932 dans le Tarn
Les élections législatives de 1932 ont eu lieu les 1er et 8 mai.

## Élus
|   | Circonscription | Député sortant           |                          | Groupe parlementaire     | Député élu            |  | Groupe parlementaire                      |
| - | --------------- | ------------------------ | ------------------------ | ------------------------ | --------------------- |  | ----------------------------------------- |
| 1 | 1re d'Albi      | Laurent Camboulives      |                          | Parti socialiste         | Laurent Camboulives   |  | Parti socialiste français                 |
| 2 | 2e d'Albi       | Joseph Paul-Boncour      |                          | Parti socialiste         | Louis Fieu            |  | Parti socialiste                          |
| 3 | 1re de Castres  | Henri Sizaire            |                          | Parti socialiste         | Lucien Coudert        |  | Républicain radical et radical-socialiste |
| 4 | 2e de Castres   | François Reille-Soult    |                          | Démocrate populaire      | François Reille-Soult |  | Démocrate populaire                       |
| 5 | Gaillac         | Jean Calvet              |                          | Parti socialiste         | Ernest Malric         |  | Républicain radical et radical-socialiste |
| 6 | Lavaur          | Nouvelle circonscription | Nouvelle circonscription | Nouvelle circonscription | Emery Compayré        |  | Républicain radical et radical-socialiste |

## Résultats à l'échelle du département
| Partis         | Partis                                          | Premier tour | Premier tour | Deuxième tour | Deuxième tour | Sièges |
| Partis         | Partis                                          | Voix         | %            | Voix          | %             | Sièges |
| -------------- | ----------------------------------------------- | ------------ | ------------ | ------------- | ------------- | ------ |
|                | Section française de l'Internationale ouvrière  | 33 373       | 43,29        |               |               | 2      |
|                | Parti républicain radical et radical-socialiste | 16 908       | 21,93        | 15 357        | 57,20         | 3      |
|                | Parti démocrate populaire                       | 14 885       | 19,31        |               |               | 1      |
|                | Fédération républicaine                         | 8 049        | 10,44        | 10 649        | 39,67         | 0      |
|                | Parti communiste-SFIC                           | 3 234        | 4,19         | 766           | 2,85          | 0      |
|                | Socialistes indépendants                        | 394          | 0,51         |               |               | 0      |
|                | Parti agraire et paysan français                | 212          | 0,27         | 0             |               |        |
|                | Parti d'unité prolétarienne                     | 39           | 0,05         | 0             |               |        |
|                | Divers                                          |              |              | 75            | 0,28          | 0      |
|                |                                                 |              |              |               |               |        |
| Inscrits       | Inscrits                                        | 96 370       | 100,00       | 32 496        | 100,00        | 6      |
| Votants        | Votants                                         | 81 498       | 84,57        | 27 629        | 85,02         |        |
| Abstentions    | Abstentions                                     | 14 872       | 15,43        | 4 867         | 14,98         |        |
| Blancs et nuls | Blancs et nuls                                  | 4 404        | 5,40         | 782           | 2,83          |        |
| Exprimés       | Exprimés                                        | 77 094       | 94,60        | 26 847        | 97,17         |        |

## Résultats par arrondissement

### Arrondissement d'Albi

#### 1recirconscription
| Candidats      | Candidats           | Étiquette      | Premier tour | Premier tour |
| Candidats      | Candidats           | Étiquette      | Voix         | %            |
| -------------- | ------------------- | -------------- | ------------ | ------------ |
|                | Laurent Camboulives | SFIO           | 11 111       | 89,91        |
|                | Noël Pujol          | PC-SFIC        | 1 247        | 10,09        |
|                |                     |                |              |              |
| Inscrits       | Inscrits            | Inscrits       | 18 331       | 100,00       |
| Votants        | Votants             | Votants        | 14 828       | 80,89        |
| Abstention     | Abstention          | Abstention     | 3 503        | 19,11        |
| Blancs et nuls | Blancs et nuls      | Blancs et nuls | 2 470        | 16,66        |
| Exprimés       | Exprimés            | Exprimés       | 12 358       | 83,34        |

#### 2ecirconscription
| Candidats      | Candidats      | Étiquette      | Premier tour | Premier tour |
| Candidats      | Candidats      | Étiquette      | Voix         | %            |
| -------------- | -------------- | -------------- | ------------ | ------------ |
|                | Louis Fieu     | SFIO           | 6 744        | 64,21        |
|                | Maurice Guérin | PDP            | 3 134        | 29,84        |
|                | Marcel Reynal  | PC-SFIC        | 625          | 5,95         |
|                |                |                |              |              |
| Inscrits       | Inscrits       | Inscrits       | 12 689       | 100,00       |
| Votants        | Votants        | Votants        | 10 691       | 84,25        |
| Abstention     | Abstention     | Abstention     | 1 995        | 15,75        |
| Blancs et nuls | Blancs et nuls | Blancs et nuls | 188          | 1,76         |
| Exprimés       | Exprimés       | Exprimés       | 10 503       | 98,24        |

### Arrondissement de Castres

#### 1recirconscription
| Candidats      | Candidats      | Étiquette      | Premier tour | Premier tour | Deuxième tour | Deuxième tour |
| Candidats      | Candidats      | Étiquette      | Voix         | %            | Voix          | %             |
| -------------- | -------------- | -------------- | ------------ | ------------ | ------------- | ------------- |
|                | Lucien Coudert | PRRRS          | 5 073        | 35,28        | 7 942         | 56,30         |
|                | Gaston Balayé  | FR             | 4 715        | 32,79        | 5 630         | 39,91         |
|                | Henri Sizaire  | SFIO           | 4 127        | 28,70        | Retrait       | Retrait       |
|                | Éloi Vaysse    | PC-SFIC        | 466          | 3,24         | 459           | 3,25          |
|                | Divers         | Divers         |              |              | 75            | 0,53          |
|                |                |                |              |              |               |               |
| Inscrits       | Inscrits       | Inscrits       | 17 092       | 100,00       | 17 092        | 100,00        |
| Votants        | Votants        | Votants        | 14 766       | 86,39        | 14 572        | 85,26         |
| Abstention     | Abstention     | Abstention     | 2 326        | 13,61        | 2 520         | 14,74         |
| Blancs et nuls | Blancs et nuls | Blancs et nuls | 385          | 2,61         | 466           | 3,20          |
| Exprimés       | Exprimés       | Exprimés       | 14 381       | 97,39        | 14 106        | 96,80         |

#### 2ecirconscription
| Candidats      | Candidats             | Étiquette      | Premier tour | Premier tour |
| Candidats      | Candidats             | Étiquette      | Voix         | %            |
| -------------- | --------------------- | -------------- | ------------ | ------------ |
|                | François Reille-Soult | PDP            | 9 489        | 62,24        |
|                | George Bénézech       | SFIO           | 5 544        | 36,36        |
|                | Sylvain Lavialle      | PC-SFIC        | 213          | 1,40         |
|                |                       |                |              |              |
| Inscrits       | Inscrits              | Inscrits       | 19 798       | 100,00       |
| Votants        | Votants               | Votants        | 16 080       | 81,22        |
| Abstention     | Abstention            | Abstention     | 3 718        | 18,78        |
| Blancs et nuls | Blancs et nuls        | Blancs et nuls | 834          | 5,19         |
| Exprimés       | Exprimés              | Exprimés       | 15 246       | 94,81        |

### Arrondissement de Gaillac
| Candidats      | Candidats                | Étiquette      | Premier tour | Premier tour | Deuxième tour | Deuxième tour |
| Candidats      | Candidats                | Étiquette      | Voix         | %            | Voix          | %             |
| -------------- | ------------------------ | -------------- | ------------ | ------------ | ------------- | ------------- |
|                | Ernest Malric            | PRRRS          | 4 886        | 37,36        | 7 415         | 57,93         |
|                | Jean Calvet              | SFIO           | 3 880        | 29,67        | Retrait       | Retrait       |
|                | Louis Mauriès            | FR             | 3 334        | 25,50        | 5 019         | 39,21         |
|                | Marius Fabre             | SI             | 394          | 3,01         |               |               |
|                | Jean Augustin            | PC-SFIC        | 332          | 2,54         | 307           | 2,40          |
|                | Jean de Noblet           | PAPF           | 212          | 1,62         |               |               |
|                | Jean-Baptiste Bressolles | PUP            | 39           | 0,30         |               |               |
|                |                          |                |              |              |               |               |
| Inscrits       | Inscrits                 | Inscrits       | 15 404       | 100,00       | 15 404        | 100,00        |
| Votants        | Votants                  | Votants        | 13 307       | 86,39        | 13 057        | 84,76         |
| Abstention     | Abstention               | Abstention     | 2 097        | 13,61        | 2 347         | 15,24         |
| Blancs et nuls | Blancs et nuls           | Blancs et nuls | 230          | 1,73         | 316           | 2,42          |
| Exprimés       | Exprimés                 | Exprimés       | 13 077       | 98,27        | 12 801        | 98,04         |

### Arrondissement de Lavaur
| Candidats      | Candidats        | Étiquette      | Premier tour | Premier tour |
| Candidats      | Candidats        | Étiquette      | Voix         | %            |
| -------------- | ---------------- | -------------- | ------------ | ------------ |
|                | Emery Compayré   | PRRRS          | 6 949        | 60,27        |
|                | Léopold Massouyé | PDP            | 2 262        | 19,62        |
|                | Paul Danos       | SFIO           | 1 967        | 17,06        |
|                | Eugène Paba      | PC-SFIC        | 351          | 3,04         |
|                |                  |                |              |              |
| Inscrits       | Inscrits         | Inscrits       | 13 056       | 100,00       |
| Votants        | Votants          | Votants        | 11 826       | 90,58        |
| Abstention     | Abstention       | Abstention     | 1 230        | 9,42         |
| Blancs et nuls | Blancs et nuls   | Blancs et nuls | 297          | 2,51         |
| Exprimés       | Exprimés         | Exprimés       | 11 529       | 97,49        |